# Pulau Sibungor
Pulau Sibungor är en ö i Brunei. Den ligger i den nordöstra delen av landet. Ön är täckt av mangrove.
Tropiskt regnskogsklimat råder i trakten.